# Bláthy Ottó Technikum, Szakképző Iskola és Kollégium
A Bláthy Ottó Technikum, Szakképző Iskola és Kollégium Tatán az Öreg-tó közelében, a Hősök terén található középfokú oktatási intézmény.
Elődjeként római katolikus leány elemi iskola működött 1875-től a Bercsényi utca 7. szám alatti zárda mellett, majd az államosítások után a 311. számú Bláthy Ottó Ipari Szakközépiskola váltotta fel a leányiskolát.

## Története

### Kezdet
Az intézetben 1963-ig a főprofil a vájárképzés volt. A tatabányai fiókiskolát alábányászás miatt megszüntették 1963-ban, aminek következtében 150 vájártanulóval együtt a tatabányai MüM. 314. sz. Ipari Szakmunkásképző Intézetből 220 vas- és gépjárműipari szakmájú tanulót is áthelyeztek Tatára. 1968 szeptemberétől a vájártanulók a tatabányai új fiókiskolába lettek visszahelyezve. 1963/1964-es tanévtől vasipari szakmákkal bővült iskolai képzés. Az 1965/1966-os tanévre már 4-5 tanműhelyt alakított ki az intézet a vállalatok közreműködésével. A főprofil fokozatosan az autószerelő szakmára tevődött át.

### Szakmunkásképzés
1966-ban kezdődött el a szakmunkásképzés fokozatos tartalmi korszerűsítése. Jelentős előrehaladást jelentett a hagyományos képzést nyújtó "A" tagozat mellett a "B"- tagozatú vagy emelt szintű szakmunkásképzés megszervezése és bevezetése. A "B" tagozaton végzettek számára lehetővé vált az, hogy munka mellett a középiskolák esti tagozatán kétévi tanulmány után az érettségit megszerezzék.
Az 1967/1968-as tanévben került bevezetésre az emelt szintű képzés. Ekkor a szakmunkásképzés három tagozaton folyt: "A" tagozat hagyományos, "B" tagozat emelt szintű és "C" - tagozat középiskolát végzettek számára. Később vállalati kérések és igények alapján a "D" -tagozat (dolgozók esti iskolája) is beindult. 1970-ben indult az első textilipari (szövő) osztály.

### Az új iskola
Az iskola életében igen nagy változást hozott, hogy 1976-ban a Járási Tanács volt épületét a város telekkönyvezte a 311. sz. Ipari Szakmunkásképző Intézet számára. Így költözött az iskola a November 7. tér (ma Hősök tere) 9. szám alá, amelyet a Fazekas utca, a Béke tér és a Rákóczi utca határol.
Az épületen belül tíz tantermet, ezekhez tartozó szertárakat, irodahelyiségeket, tanári szobát és könyvtárat alakítottak ki. Óriási változás volt az előző évtizedekhez képest. Megszűnt a kétműszakos oktatás. A Bercsényi utcai épületben maradt még továbbra is a tornaterem, raktár.
1978-ban profiltisztítás történt. Elkerültek a kovács, hegesztő, villanyszerelő és lakatos szakmák. Ezek helyett a háztartási gépszerelő, "bőrös" és kozmetikus szakmák lettek. Így alakult ki a jelenlegi képzési arculat. Az 1978/1979-es tanévben az iskola létrehozta a gyakorlati képzés kiegészítésére a diagnosztikai műhelyt.
1987. augusztus végére elkészült a számítástechnikai kabinet. Így a megyében a Bláthy Iskolában indult be elsőként az órarendbe iktatott számítástechnikai oktatás szakmunkástanulók részére.
1989. január 31-én adták át a nyelvi labort.
1987. szeptember 24-én az iskola felvette Tata szülöttének, a feltaláló Bláthy Ottó Titusz nevét, és ugyanekkor fel lett avatva életnagyságú domborműve is.
Az iskola új neve: Bláthy Ottó Ipari Szakmunkásképző Iskola lett.
1994-ben saját erőből elkészült a régi műhelyek helyett a tanműhely épülete, amely a lakatos és diagnosztikai műhelynek, valamint a varrodáknak ad helyet. A régi épületben alakították ki a szabászatot. Új formát kapott a kozmetikai laboratórium, bővült a könyvtár és a zártláncú TV is.
1996. április 1-je óta az iskola alapítványi iskola lett.
1996-ban bevezették a Szakmunkások Szakközépiskolájának kétéves, intenzív, nappali tagozatát, ahol az intézményben és máshol végzett szakmunkástanulók is érettségit tehetnek.
1998 szeptemberében bevezetésre került a 9-10. osztály.
A 2000-es évek elejétől az épület kívül-belül megújult. A belső átalakításoknál megszűntek a kis tantermek, szinte azonos nagyságú, világos tantermek kialakítására került sor. Megújult a tanári, a mosdók, vizes blokkok. A régi ablakok cseréjével és a fűtés korszerűsítésével jelentős lett a megtakarítás.
Jelenleg a képzés profil: nappali technikus képzés,  nappali szakképző iskola, másodszakmás képzés, esti felnőtt képzés, esti felnőtt oktatás.
2015-től a Tatabányai Szakképzési Centrum irányítása alatt működik.

## Kollégium
1971 májusában az iskolához tartozó tatai tanulóotthon felvette a Kernstok Károly Kollégium nevet. A kollégium 1978. január elsejével egyesülve a vele egy épületben lévő Középfokú Kollégiummal, önálló kollégium lett József Attila Középfokú Kollégium néven. A kollégiumban továbbra is a legnagyobb létszámban az iskola tanulói laktak.

## Külső hivatkozások
- Bláthy Ottó Technikum, Szakképző Iskola és Kollégium honlapja
- Bláthy Ottó Technikum, Szakképző Iskola és Kollégium oktatási rendszere
- Bláthy Ottó Technikum, Szakképző Iskola és Kollégium története
- Bláthy Ottó Ipari Szakközépiskola az ÚtiSúgó.hu oldalán